# Anixa cumingii
Anixa cumingii е вид охлюв от семейство Bradybaenidae.

## Разпространение
Този вид е разпространен във Филипини.